# Dowlatpur, Sandur
Dowlatpur là một làng thuộc tehsil Sandur, huyện Bellary, bang Karnataka, Ấn Độ.